# Aeroportul Mosteiros
Aeroportul Mosteiros (IATA: MTI, ICAO: GVMT) este un aeroport din Republica Capului Verde ce deservește zona Mosteiros⁠(d).
Situat la o altitudine de 9 m, aeroportul dispune de o singură pistă.